# 모조 (인터넷 용어)
모조(일본어: 喪女 모조[*], 상녀, 모온나라고도 읽음)는 2채널의 용어 중 하나로 인기없는 여자를 가리킨다. 남성과의 교제 경험이 전혀 없고, 고백 받아본 경험이 없는 여성을 뜻한다. 인기없는 남성의 경우는 모오토코라는 용어가 사용된다. 한국에서의 “아싸녀”나, “모솔녀”에 대응한다.